# 若弗鲁瓦·德沙尔奈
若弗鲁瓦·德沙尔奈（法語：Geoffroy de Charnay，1251年—1314年3月18日），诺曼底教区导师，圣殿骑士团成员。1307年与法国圣殿骑士团全体成员一起被捕。1314年遭受火刑而死。